# Dicnemon novae-guineae
Dicnemon novae-guineae là một loài rêu trong họ Dicnemonaceae. Loài này được Dixon B.H. Allen mô tả khoa học đầu tiên năm 1987.